# Бион (наёмник)
Бион (др.-греч. Βίων; IV век до н. э.) — древнегреческий наёмник на службе у Дария III.
Единственное упоминание Биона в античных источниках содержится у Квинта Курция Руфа. Согласно античному историку, перед решающей битвой при Гавгамелах 331 года до н. э. между войсками Александра Македонского и Дария III, наёмник Бион перебежал к македонянам. Он сообщил, что Дарий III приказал зарыть на поле боя железные шипы в том месте, где ожидал атаку македонской конницы. Часть поля с шипами, согласно Биону, была обозначена специальными знаками. Александр приказал взять Биона под стражу, после чего сообщил своим военачальникам о необходимости избегать поля с шипами.
Этот эпизод упомянут лишь у Квинта Курция Руфа, дальнейшая судьба Биона неизвестна. Возможно, Бион был вымышленным персонажем. Его появление может быть связано с необходимостью объяснить тактический манёвр Александра в начале битвы при Гавгамелах, когда македоняне развернули строй и стали смещаться вправо. Смысл данного тактического манёвра до сих пор остаётся неясным, однако именно он из-за нескоординированных действий персов обеспечил македонянам победу. «Поле с шипами», о котором стало известно Александру перед самым началом битвы, когда войско было уже построено, является одной из версий, позволяющей объяснить загадочный манёвр.